# Allerborn
Allerborn (luxemburgisch Allerbuerⓘ) ist eine Ortschaft in der Gemeinde Wintger, Kanton Clerf im Großherzogtum Luxemburg.

## Lage
Allerborn liegt an der Nationalstraße 20 direkt an der belgischen Grenze. Nachbarorte sind im Norden Trottenerstraße, im Süden Oberwampach und im Westen auf belgischer Seite Lingsweiler (Longvilly).

## Allgemeines
Allerborn ist ein kleines ländlich geprägtes Dorf. Mittelpunkt des Ortes bildet die katholische Kirche.